# Christoffel Wijs
Christoffel Wijs is een Nederlands bier van lage gisting. 
Het bier werd voorheen gebrouwen bij Brouwerij Sint Christoffel te Roermond. Sinds augustus 2013 wordt Christoffel Wijs gebrouwen door De Proefbrouwerij in het Belgische Lochristi.  Het is een amberkleurig bier, type donker tarwebier met een alcoholpercentage van 6%.

## Varianten
Er zijn ook twee andere versies op de markt gebracht:
- Christoffel Wijszer, een variant die extra gehopt (dry hopped) is met de hopvariëteit Bramling Cross. Het etiket is voorzien van een opdruk met de tekst "Speciale Editie: Dry Hopped Bramling Cross".
- een variant die extra gehopt (wet hopped) is met de hopvariëteit Spalt, speciaal gebrouwen voor het Borefts Bierfestival 2011.